# Carl Gustaf Åström
Carl Gustaf Åström, född 24 april 1840 i Göteborg, död efter 1916 men före 1926 i Amerika, var en svensk-amerikansk målare och fotograf.
Han var son till löjtnanten Carl Peter Åström och Marie Disiré Hybenett. Efter skolstudier vid latinläroverket i Göteborg studerade Åström konst för Moritz Unna och Gustaf Brusewitz. Omkring 1860 reste han till Amerika där han medverkade i det amerikanska inbördeskriget på nordstaternas sida 1861–1865. Efter krigsslutet återvände till Sverige och var verksam som fotograf i Göteborg 1870–1872. Han återvände till Amerika 1873 och var verksam konstnär i Boston och efter 1916 finns inga kända uppgifter om hans verksamhet.  